# رنی ژان فالکونتی

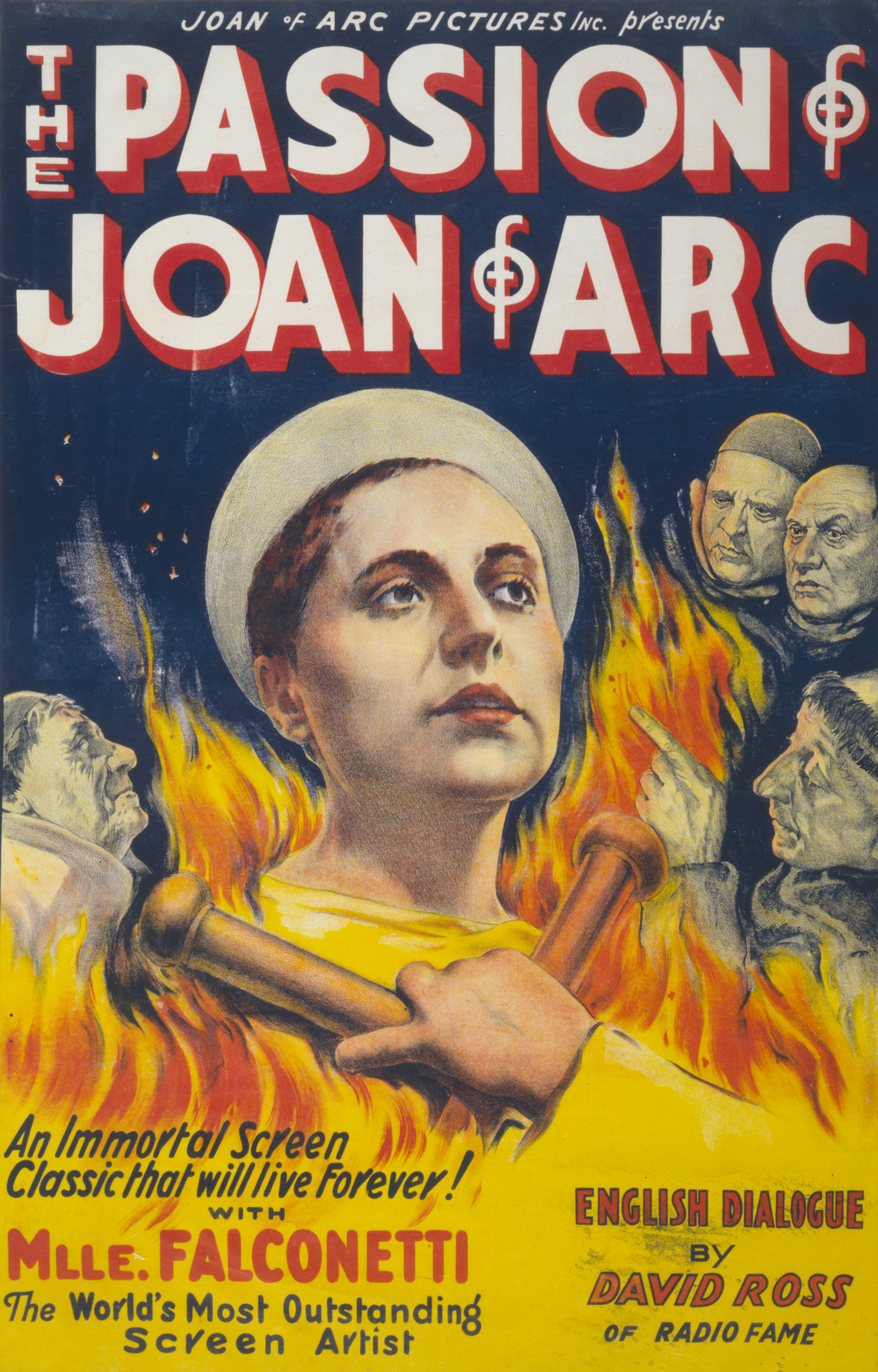
رنی فالکونتی در پوستر فیلم مصائب ژاندارک

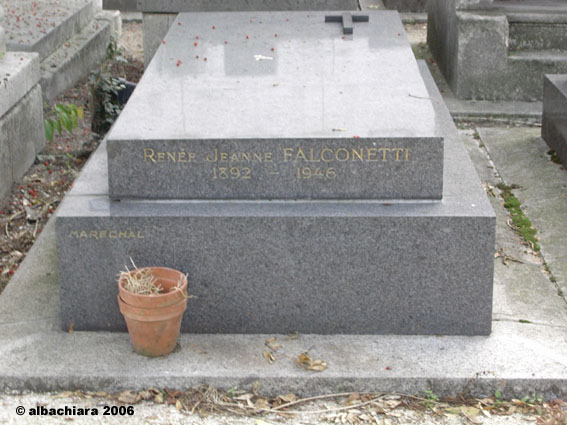
مزار رنی ژان فالکونتی

رنی ژان "ماری" فالکونتی (به فرانسوی: Renée Jeanne "Marie" Falconetti) (زادهٔ ۲۱ ژوئیه ۱۸۹۲ در پانتن - درگذشته ۱۲ دسامبر ۱۹۴۶) هنرپیشه کمدی تئاتر و سینما اهل فرانسه بود

## زندگینامه
فالکونتی تنها نقش آفرینی خویش را در سینما در فیلم مصائب ژاندارک در نقش ژان‌دارک (۱۹۲۸ به کارگردانی کارل تئودور درایر) انجام داد
او تا زمان فرارش که به خاطر جنگ جهانی دوم ابتدا از فرانسه به سوئیس و سپس به بوئنوس آیرس انجام شد، تنها بر روی صحنه تئاتر بازی کرد.
فالکونتی در تمامی عمر خود از بیماری‌های روانی رنج می‌برد، او سرانجام در سال ۱۹۴۶ در بوئنوس آیرس، آرژانتین به علت رژیم غذایی دشوار و خودسرانه‌ای که برای اضافه وزن خود درپیش گرفته بود درگذشت. پیکر وی در «گورستان مون‌مارتر» (Montmartre) در پاریس به خاک سپرده شد.